# Ланнуа, Мишлин
Мишли́н Ланнуа́ (фр. Micheline Lannoy; 31 января 1925, Брюссель — 18 марта 2023) — бельгийская фигуристка, выступавшая в парном фигурном катании. С партнёром Пьером Бонье они выиграли золотую медаль на Олимпиаде 1948 года. Кроме того, они двукратные чемпионы мира (1947 и 1948 год) и чемпионы Европы 1947 года.

## Биография
Мишлин Ланнуа и Пьер Бонье стали вторыми (и последними на сегодняшний день) бельгийскими спортсменами-обладателями олимпийских медалей в фигурном катании. Первым был Роберт ван Зебрук — бронзовый призёр Олимпиады 1928 года в мужском одиночном катании.
По окончании карьеры Мишлин выступала в ледовом шоу в Великобритании, ФРГ и ЮАС. Затем работала тренером по фигурному катанию в Кингстоне (Канада), где и остались с мужем жить. У них двое детей (сын и дочь).
На момент смерти — одна из старейших чемпионов зимних Олимпийских игр в истории.

## Спортивные достижения
| Соревнование/Сезоны     | 1946-47 | 1947-48 |
| ----------------------- | ------- | ------- |
| Зимние Олимпийские игры |         | 1       |
| Чемпионаты мира         | 1       | 1       |
| Чемпионаты Европы       | 1       |         |